# 4 km (przystanek kolejowy w obwodzie królewieckim)
4 km, № 4 (ros. 4 км, № 4) – przystanek kolejowy w Królewcu, w obwodzie królewieckim, w Rosji. Położony jest na linii Królewiec – Bagrationowsk.
Obie nazwy przystanku 4 km i № 4 są używane w źródłach.